# Adrianopeltraktaten
Fredstraktaten i Adrianopel (også kaldet Edirnetraktaten, Adrianopeltraktaten, Adrianopelfreden) afsluttede Den russisk-tyrkiske krig (1828-1829). Traktaten blev underskrevet den 14. september 1829 i Adrianopel af grev Aleksej Orlov på vegne af Det Russiske Kejserrige og Abdülkadir Bey på vegne af Det Osmanniske Rige.
Det Osmanniske Rige indrømmede Rusland adgang til Donaus udmunding og afstod fæstningene Akhaltsikhe og Akhalkalaki i Georgien til russerne. Sultanen anderkendte russernes herredømme over Georgien (med Imeretia, Mingrelia, Guria) og over khanatenes Erivan og Nakhichevan som Persien havde afstået til zaren i Turkmentsjaijtraktaten et år tidligere.
Traktaten åbnede også Dardanellerne for alle handelsfartøj, og dermed for en opblomstring af handelen med korn, kvæg og tømmer. Men det var ikke før med Hünkâr İskelesi-traktaten (1833) at hele spørgsmålet om stræderne blev reguleret mellem parterne. Sultanen indrømmede Serbien autonomi, lovede Grækenland autonomi, og tillod Rusland at okkupere Moldavien og Valakiet indtil Det Osmanske Rige havde betalt en stor krigsskadeserstatning.